# Bernardine Evaristo
Bernardine Evaristo (nascuda el 1959) és una escriptora anglesa. La seua novel·la més famosa, Nena, dona, altres (La Segona Perifèria, 2024, traducció de Núria Busquet Molist), guanyà el Premi Booker, un dels més importants de la literatura anglosaxona, el 2019. El llibre va ser inclòs entre els 19 llibres favorits de Barack Obama del 2019. L'autora escriu, a més, relats curts, drama, poesia, assaig, crítica literària i guions per a teatre i ràdio. Dos dels seus llibres, The Emperor's Babe (2001) i Hello Mum (2010), han estat adaptats per la BBC Radi 4. És professora d'escriptura creativa en la Universitat Brunel de Londres, i vicepresidenta de la Royal Society of Literature.
Bernardine Evaristo lluita pel reconeixement del treball de la literatura i l'art negres. El 2012 fundà el Premi de Poesia Africana de la Universitat de Brunel i l'esquema de poetes The Complete Works (2007–2017). Cofundà l'agència de suport a escriptores Spread the Word (1995) i, en la dècada dels 1980, creà la primera companyia teatral de dones negres d'Anglaterra, Theater of Black Women. Va organitzar la primera gran conferència de teatre negre anglesa, Future Histories, per al Black Theatre Fòrum, el 1995, en el Royal Festival Hall, i la primera gran conferència anglesa sobre escriptura negra britànica, Tracing Paper, el 1997, al Museu de Londres.

## Biografia
Nasqué a Eltham, al sud-est de Londres, i va ser batejada com Bernardine Anne Mobolaji Evaristo. Es va criar en el suburbi de Woolwich. És la quarta de vuit germans. El seu pare és un soldador nigerià que va emigrar a Anglaterra el 1949 i que esdevingué el primer home negre que va treballar en el primer consistori municipal de Greenwich. La seua mare és una anglesa d'origen irlandés i alemany. El seu avi patern era un ioruba que va viatjar del Brasil a Nigèria, i la seua àvia paterna era de abeokuta, de Nigèria. El besavi patern de la seua mare arribà a Londres des d'Alemanya en la dècada dels 1860 i es va establir a Woolwich, al sud-est de Londres, i l'àvia materna de sa mare arribà a Londres des d'Irlanda en la dècada dels 1880 i s'establí a Islington. Bernardine Evaristo s'educà en el Greenwich Young People's Theatre (ara Tramshed, a Woolwich), Eltham Hill Grammar School for Girls, Rose Bruford College of Speech and Drama i en la Universitat de Goldsmiths de Londres, on aconseguí un doctorat en escriptura creativa el 2013. El 2019 la premiaren pel Festival Internacional de Greenwich i Docklands, i tornà a escriure sobre la ciutat natal que deixà als 18 anys.

## Escriptora i editora
Bernardine Evaristo és autora de vuit llibres de ficció i versos que exploren aspectes de la diàspora africana. Experimenta amb la forma i la perspectiva narrativa, fusionant el passat amb el present, la ficció amb la poesia, els fets amb l'especulació i la realitat amb d'altres d'alternatives (com en la novel·la del 2008 Blonde Roots). La seua novel·la en vers The Emperor's Babe (Penguin, 2001) tracta sobre una adolescent negra els pares de la qual són de Núbia, que arriba a la majoria d'edat al Londres romà fa quasi dos mil anys. Guanyà el Premi d'Escriptors del Consell de les Arts 2000; un premi de la beca NESTA el 2003; l'elegiren en The Times com un dels "100 millors llibres de la dècada" el 2010; i se n'adaptà a una obra de BBC Ràdio 4 el 2013. Publicà Soul Tourists (Penguin, 2005), sobre una parella no coincident que conduïa per Europa cap a l'Orient Mitjà, en què apareixien fantasmes de figures reals negres de la història europea.
La seua novel·la Blonde Roots (Penguin, 2008) és una sàtira que inverteix la història del tràfic transatlàntic d'esclaus i la reemplaça per un univers en què els africans esclavitzen els europeus. Blonde Roots guanyà el Premi Orange Youth Panel i el Premi Big Red Read. Altres llibres de Bernardine Evaristo són la novel·la en vers Lara (Bloodaxe Books, 2009, amb una versió anterior publicada el 1997), que relata els aspectes culturals de la seua història familiar que es remunten a més de 150 anys, així com la seua infantesa d'ètnia mixta a Londres. Aquesta obra guanyà el Premi a la Millor Novel·la EMMA el 1998. La novel·la Hello Mum (Penguin, 2010) la triaren com "gran lectura" per a Suffolk, i es va adaptar a una obra per a la BBC Ràdio 4 el 2012.
Com a editora, al setembre del 2014 fou convidada per la revista Mslexia, la centenària edició d'hivern de Poetry Society of Great Britain de Poetry Review (2012), titulada Freqüències ofensives; un número especial de la revista Wasafiri anomenat Black Britain: Beyond Definition (Routledge, 2010), amb la poeta Karen McCarthy-Woolf; Deu, una antologia de poetes negres i asiàtics, amb el poeta Daljit Nagra (Bloodaxe Books, 2010) i el 2007, coedità la New Writing Anthology NW15 (Granta/British Council). Publicà la revista intercultural FrontSeat en la dècada dels 1990, i coedità l'antologia Black Women Talk Poetry (publicada el 1987 pel col·lectiu Black Womantalk Poetry, del qual formava part), que presentava entre les seues 20 poetes Jackie Kay, Dorothea Smartt i Adjoa Andoh.
Al 2014 publicà Mr Loverman, una novel·la sobre un septuagenari del Carib londinenc que és homosexual sense reconéixer-ho i que considera les seues opcions després d'un matrimoni heterosexual de 50 anys. Va guanyar el Premi Publishing Triangle Ferro-Grumley per LGBT Fiction (els EUA) I el Jerwood Fiction Uncovered. El 2015, presentà un documental de BBC Ràdio 4 en dues parts, Fiery Inspiration, sobre Amiri Baraka i la seua influència en la seua generació literària.
Col·laborà amb New Daughters of Africa: una antologia internacional d'escrits de dones afrodescendents (2019), editada per Margaret Busby.
La novel·la més reeixida de Bernardine Evaristo, Nena, dona, altres, és escrita en vers libèrrim, i relata la vida d'una dotzena de dones negres. Les seues edats oscil·len entre els 19 i els 93 anys i són una barreja d'antecedents culturals, sexualitats, classes i geografies. S'hi mostra les seues esperances, lluites i vides entrecreuades. Al juliol de 2019, la novel·la fou inclosa en la candidatura per al Premi Booker i preseleccionada per al Premi Gordon Burn 2019. La novel·la figurava en la llista del Booker Prize del 2019, junt amb Margaret Atwood, Lucy Ellmann, Chigozie Obioma, Salman Rushdie i Elif Shafak i a l'octubre guanyà el premi compartit amb The Testaments de Margaret Atwood, i fou la primera dona negra i la primera persona negra a guanyar el premi. Nena, dona, altres fou preseleccionada per al Premi de Ficció Femenina del 2020. El 2024 fou publicada en català per La Segona Periferia en traducció de Núria Busquet Molist.

## Ensenyament i gires
Bernardine Evaristo és professora d'escriptura creativa des del 1994. Ha estat guardonada amb beques i residències de redacció, com ara la beca Montgomery del Dartmouth College, Nou Hampshire, el 2015; el British Council de la Universitat de Georgetown, Washington D. C.; el Barnard College de la Columbia University, Nova York; la Universitat del Cap Occidental, Sud-àfrica; el Virginia Arts Festival (Virgínia), i el Writing Fellow de la Universitat d'East Anglia, Regne Unit. Fou professora del curs "Com contar una història" de la Universitat d'East Anglia - Guardian durant quatre temporades a Londres fins al 2015.(41)

## Crítica i defensora
Bernardine Evaristo ha escrit moltes ressenyes de llibres per a publicacions del Regne Unit, com ara The Guardian, The Observer, The Independent, The Times, The Times Literary Supplement i The New Statesman. Fundà el Premi Internacional de Poesia Africana Brunel, i el 2012 fou presidenta del jurat del Premi Caine d'Escriptura Africana i del Premi de Contes de la Commonwealth.
Formà part del jurat d'altres premis literaris, com ara el Concurs Nacional de Poesia de la Societat de Poesia, els Costa Book, el Goldsmiths, el TS Eliot, l'Orange per a Nous Escriptors i els Poetes de la Propera Generació. Forma part de la junta de l'African Poetry Book Fund dels Estats Units, i del jurat de tots els seus premis. És mecenes del Premi Literari SI Leeds. El 2019 era en el jurat del Premi Glenna Luschei de Poesia Africana i del Polari Book.
El 2006, Bernardine Evaristo feu un informe per al Consell de les Arts i l'agència de desenvolupament d'escriptors Spread the Word sobre per què els poetes negres i asiàtics no s'editaven al Regne Unit, que mostrà que menys de l'1% de tota la poesia publicada és per persones no blanques.
En publicar l'informe, començà l'esquema de tutoria de poesia The Complete Works, amb Nathalie Teitler i Spread the Word. Trenta poetes s'hi implicaren, cadascú en un període d'un o dos anys, i molts publiquen llibres i guanyen premis per la seua poesia.
Bernardine Evaristo ha col·laborat en molts consells per a organitzacions, com ara el Consell de la Royal Society of Literature des del 2017, l'Arts Council of England, el London Arts Board, el British Council Literature Advisory Panel, la Society of Authors, el Poetry Society i la revista internacional de literatura Wasafiri.
En la dècada dels 1980, juntament amb Paulette Randall i Patricia Hilaire, fundà el Theatre of Black Women, la primera companyia teatral britànica d'aquest tipus. En la dècada dels 1990, organitzà la primera conferència britànica d'escriptura negra, al Museu de Londres, i la primera conferència britànica de teatre negre, al Royal Festival Hall. El 1995 cofundà i dirigí Spread the Word, una agència per a escriptors de Londres.
Quan guanyà el Premi Booker, Bernardine Evaristo rebutjà el concepte d'apropiació cultural, i digué que és ridícul esperar que els escriptors no "escriguen més enllà de la seua pròpia cultura".

## Honors, premis, beques
- 2020: British Book Awards (finalista)
- 2020: The Orwell Prize for Political Fiction
- 2020: The Glass Bell Awards
- 2020: Visionary Honours Awards
- 2020: Women's Prize for Fiction
- 2020: Australian Industry Book Awards
- 2020: Ferro Grumley Awards USA (finalista)
- 2019: Goodread's Choice Award Best Fiction[48]
- 2019: Gordon Burn Prize (finalista)
- 2019: Winner of the Booker Prize, October 2019[49]
- 2018: Elected a Fellow, Rose Bruford College of Theatre & Performance
- 2017: Elected a Fellow, the English Association
- 2015: Triangle Publishing Awards: The Ferro-Grumley Award for LGBT Fiction
- 2015: The Montgomery Fellowship, Dartmouth College
- 2014: Jerwood Fiction Uncovered Prize
- 2010: The Emperor's Babe, The Times (UK) "100 Best Books of the Decade"
- 2010: Hurston/Wright Legacy Award, USA (finalista)
- 2010: Poetry Book Society Commendation for Tingues, co-edited with Daljit Nagra
- 2009: International Dublin Literary Award, nominated for Blonde Roots
- 2009: Blonde Roots, Big Xarxa Read Award, Fiction and overall winner
- 2009: Awarded an MBE in the Queen's Birthday Honours List for services to Literature
- 2009: Orange Prize Youth Panell Choice for Blonde Roots
- 2009: Orange Prize for Fiction, nominated for Blonde Roots
- 2009: Arthur C. Clarke Award, UK, nominated for Blonde Roots
- 2006: Elected a Fellow, Royal Society of Arts (est. 1754)
- 2006: British Council Fellow, Georgetown University
- 2004: Elected a Fellow, Royal Society of Literature (est. 1820)
- 2003: NESTA Fellowship Award (National Endowment of Science, Technology & The Arts)
- 2002: UEA Writing Fellow, University of East Anglia
- 2000: Arts Council England Writer's Award 2000, for The Emperor’s Babe
- 1999: EMMA Best Book Award for Lara